# Aldeaseca de Alba
Aldeaseca de Alba est une commune de la province de Salamanque dans la communauté autonome de Castille-et-León en Espagne.

## Patrimoine

Vue d'Aldeaseca de Alba